# Nuoto artistico ai campionati europei di nuoto 2022 - Programma libero squadra femminile
La competizione di team femminile programma libero di nuoto artistico ai Campionati europei di nuoto 2022 si è disputata dal 13 al 15 agosto 2022 presso il Foro Italico di Roma, in Italia.

## Risultati
La qualificazione si è svolta il 13 agosto 2024 mentre la finale si è svolta il 15 agosto.
| Pos     | Atleta      | NOC | Quali   | Quali | Finale  | Finale |
| Pos     | Atleta      | NOC | Punti   | Pos   | Punti   | Pos    |
| ------- | ----------- | --- | ------- | ----- | ------- | ------ |
| Oro     | Ucraina     | Maryna Aleksiiva Vladyslava Aleksiiva Olesia Derevianchenko Marta Fiedina Veronika Hryshko Anhelina Ovchynnikova Anastasiia Shmonina Valeriya Tyshchenko                 | 94.7000 | 1     | 94.1000 | 1      |
| Argento | Italia      | Domiziana Cavanna Linda Cerruti Costanza Di Camillo Costanza Ferro Gemma Galli Marta Iacoacci Francesca Zunino Enrica Piccoli                                            | 91.7333 | 2     | 92.6667 | 2      |
| Bronzo  | Francia     | Camille Bravard Ambre Esnault Laura Gonzalez Mayssa Guermoud Maureen Jenkins Eve Planeix Charlotte Tremble Mathilde Vigneres                                             | 89.5000 | 3     | 90.5667 | 3      |
| 4       | Grecia      | Maria Alzigkouzi Kominea Eleni Fragkaki Krystalenia Gialama Danai Kariori Ifigeneia Krommydaki Sofia Malkogeorgou Zoi Karangelou Andriana Misikevych                     | 88.0000 | 4     | 89.1333 | 4      |
| 5       | Israele     | Shelly Bobritsky Maya Dorf Noy Gazala Catherine Kunin Nikol Nahshonov Ariel Nassee Polina Prikazchikova Shani Sharaizin                                                  | 85.1667 | 5     | 86.0333 | 5      |
| 6       | Germania    | Thea Marta Zehentner Jazz Li Alicja Lausch Denise Deisner Maria Denisov Susana Rovner Klara Bleyer Marlene Bojer Michelle Zimmer Mia Emilia Duda-Dudynska Solene Guisard | 84.2667 | 6     | 84.6000 | 6      |
| 7       | Regno Unito | Robyn Swatman Laura Turberville Cerys Hugues Daisy Gunn Millicent Costello Daniella Lloyd Isobel Davies Isobel Blinkhorn                                                 | 81.8667 | 7     | 82.9333 | 7      |
| 8       | Svizzera    | Ilona Fahrni Emma Grosvenor Ladina Lippuner Milla Morel Babou Schupbach Alicia Semon Fanny Semon Anna Tary                                                               | 81.8333 | 8     | 82.4667 | 8      |
| 9       | Turchia     | Alara Aker Sude Dicle Zeynep Buse Güngör Cansın Kütüçoğlu Nil Deniz Senturk Nil Talu Selin Telci Ece Ungor                                                               | 70.5333 | 9     | 72.0667 | 9      |